# 養鬼吃人
《猛鬼追魂》（英語：Hellraiser）是一部於1987年上映的英國超自然肉體恐怖片，由克里夫·巴克執導和撰寫劇本，同時也是巴克的導演處女作。電影改編自巴克的1986年中篇小說《受地獄羈絆之心》。
電影1987年9月10日美國上映後，儘管獲得了部分批評，但整體仍贏得影評人和觀眾的一致好評。《旋律創作者》認為這是英國最偉大的恐怖片，而知名影評人羅傑·伊伯特也稱電影是「想像力的爆裂」。電影成功後，還推出多部續集而成為一系列電影。

## 劇情
法蘭克·卡頓破解了一個被稱作「哀痛之盒」的秘密盒，他打算利用其中的惡魔為自己賣命，並將地獄降臨人間；但沒想到當「針頭鬼」等惡魔降臨後卻將法蘭克碎屍萬段。多年以後，法蘭克的哥哥賴瑞與他的妻子茱莉亞、女兒柯絲蒂移居至法蘭克廢棄的房子，但因賴瑞不小心將血滴在閣樓地板，為此觸發法蘭克的復活。為了完成他的復活，他需要更多的鮮血....。

## 演員
- 安德魯·羅賓森（英语：Andrew Robinson (actor)） 飾 賴瑞·卡頓（Larry Cotton）
- 克萊兒·希金斯（英语：Clare Higgins） 飾 茱莉亞·卡頓（Julia Cotton）
- 艾莉許·勞倫斯（英语：Ashley Laurence） 飾 柯絲蒂·卡頓（Kirsty Cotton）
- 肖恩·查普曼（英语：Sean Chapman） 飾 法蘭克·卡頓（Frank Cotton）
- 羅伯特·海因斯 飾 史蒂芬（Steve）
- 道格·布萊德利（英语：Doug Bradley） 飾 針頭鬼（英语：Pinhead (Hellraiser)）（Pinhead）
- 尼可拉斯·文斯（英语：Nicholas Vince） 飾 顫齒（Chatterer）
- 賽門·班福德（英语：Simon Bamford） 飾 油鬼（Butterball Cenobite）
- 葛蕾絲·柯比（英语：Grace Kirby） 飾 女鬼（Female Cenobite）
- 奧利佛·史密斯（英语：Oliver Smith (actor)） 飾 「無皮」法蘭克／怪物法蘭克（"Skinless" Frank / Frank the Monster）

## 系列作
- 《養鬼吃人2（英语：Hellbound: Hellraiser II）》（1988年）
- 《養鬼吃人3（英语：Hellraiser III: Hell on Earth）》（1992年）
- 《養鬼吃人4：猛鬼磁場（英语：Hellraiser: Bloodline）》（1996年）
- 《養鬼吃人：直闖地獄》（2000年）
- 《養鬼吃人6：死亡代碼（英语：Hellraiser: Hellseeker）》（2002年）
- 《養鬼吃人7：死亡使者》（2005年）
- 《養鬼吃人8（英语：Hellraiser: Hellworld）》（2005年）
- 《養鬼吃人9：啟示錄（英语：Hellraiser: Revelations）》（2011年）
- 《養鬼吃人10：審判（英语：Hellraiser: Judgment）》（2018年）
- 《養鬼吃人（英语：Hellraiser (2022 film)）》（2022年）

## 外部連結
- 互联网电影数据库（IMDb）上《Hellraiser》的资料（英文）
- 爛番茄上《Hellraiser》的資料（英文）
- AllMovie上《Hellraiser》的资料（英文）
- Box Office Mojo上《Hellraiser》的資料（英文）
- TCM电影资料库上《Hellraiser》的资料（英文）